# Orecchino

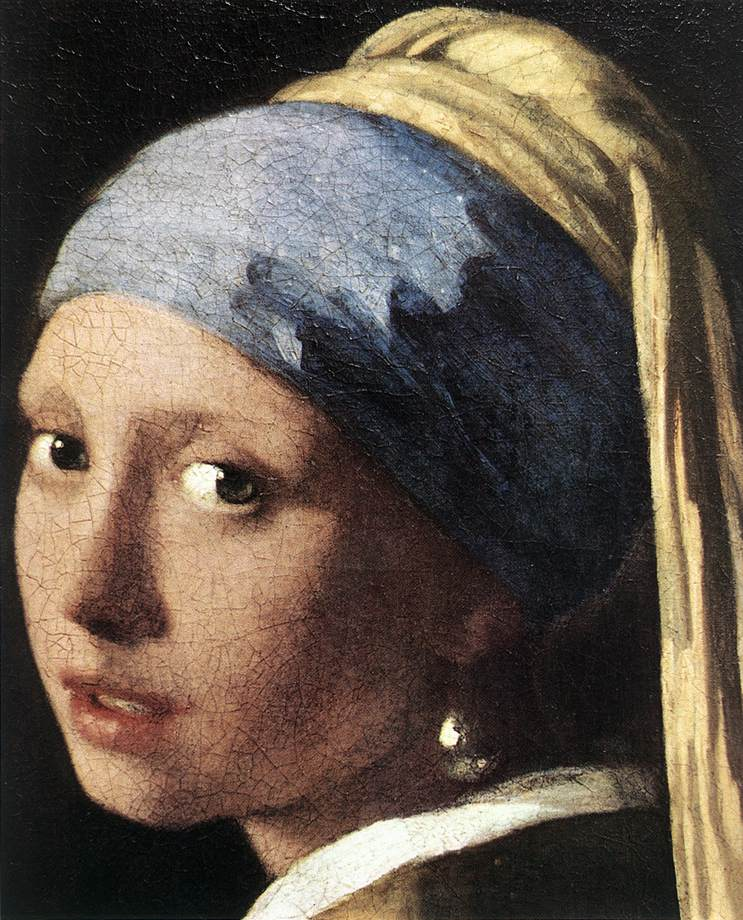
Particolare del quadro Ragazza col turbante di Jan Vermeer

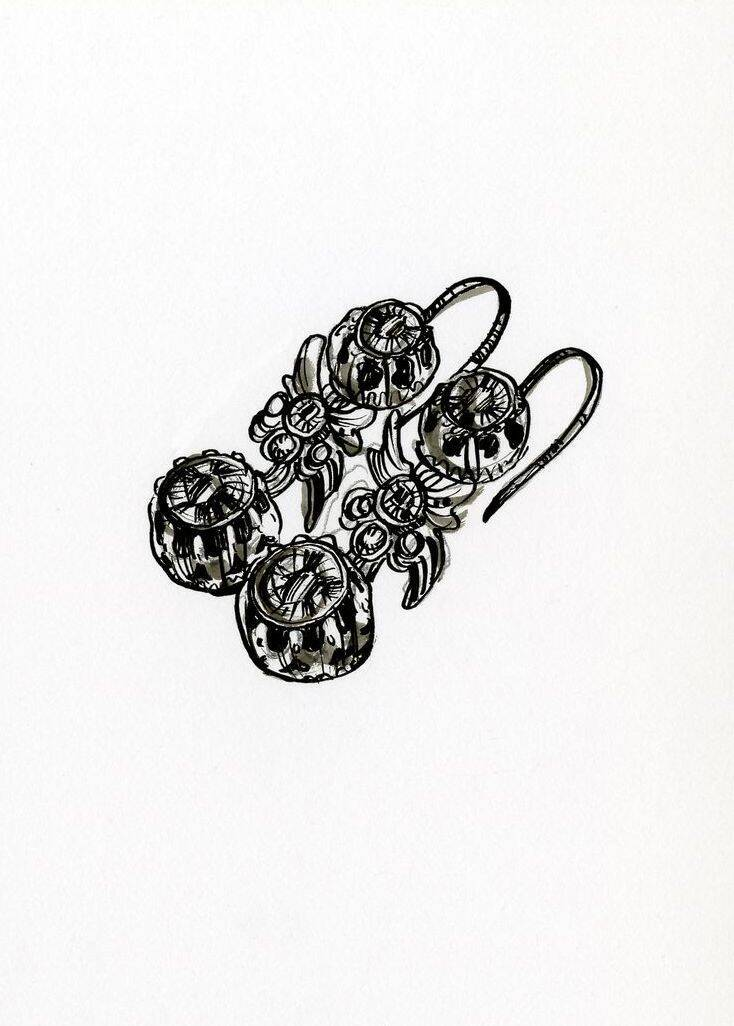
Disegno di orecchini.

L'orecchino è un tipo di gioielleria indossato all'orecchio. Sono indossati in tutto il mondo da rappresentanti di entrambi i sessi, ma soprattutto da donne. Il gioiello è attaccato all'orecchio attraverso una perforazione molto spesso realizzata nel lobo dell'orecchio. Alcuni orecchini possono tuttavia essere fissati senza perforazione, grazie a un meccanismo a clip.
L'orecchino può essere realizzato in molti materiali, dal metallo al legno, dalla plastica al vetro, alcuni possono essere impreziositi da pietre preziose o perle. Possono essere molto diversi per dimensioni e stile, a discrezione del gioielliere. L'unico limite alla moda sta nella resistenza meccanica del lobo, che potrebbe strapparsi se l'orecchino fosse troppo pesante (le persone che abitualmente indossano orecchini pesanti possono anche notare un allargamento del loro lobo).
L'orecchino non necessita sempre della foratura del lobo, per essere indossato, tuttavia nel caso di piercing del lobo esso rientra nella gioielleria per piercing.

## Storia

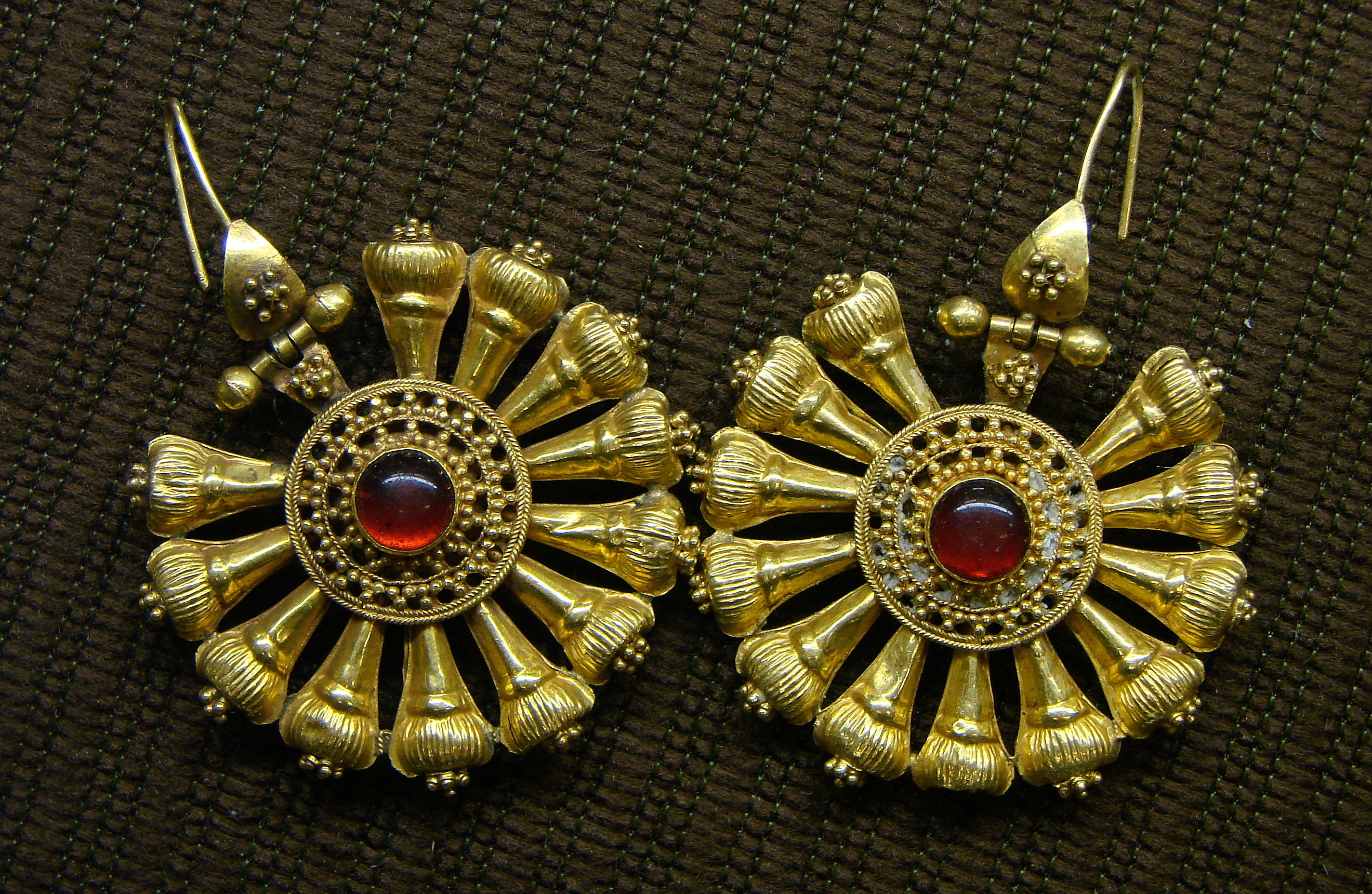
Orecchini romani del III secolo d.C.

L'orecchino è diffuso nell'umanità fin da tempi remoti, sia per l'uomo che per la donna.
Orecchini d'oro, insieme ad altri gioielli in oro, lapislazzuli e corniola sono stati trovati negli antichi siti di Lothal, in India, e nel cimitero reale sumero di Ur del primo periodo dinastico. Gli orecchini a cerchio in oro, argento e bronzo erano prevalenti nella civiltà minoica (2000–1600 a.C.) e si possono vedere esempi sugli affreschi dell'isola egea di Santorini, in Grecia. Durante il tardo periodo minoico e il primo periodo miceneo della Grecia dell'età del bronzo, gli orecchini a cerchio con pendenti conici erano di moda. Le prime prove di orecchini indossati dagli uomini possono essere viste nelle prove archeologiche di Persepoli nell'antica Persia. Le immagini scolpite dei soldati dell'impero persiano, esposte su alcune delle pareti superstiti del palazzo, li mostrano con indosso un orecchino.
Howard Carter scrive nella sua descrizione della tomba di Tutankhamon che i lobi delle orecchie del Faraone erano perforati, ma non c'erano orecchini all'interno degli involucri, sebbene la tomba ne contenesse alcuni. Anche le orecchie della maschera funeraria erano perforate, ma i fori erano ricoperti da dischi d'oro. Ciò implica che all'epoca gli orecchini erano indossati solo in Egitto dai bambini, proprio come nell'Egitto dei tempi di Carter.
Altre prime prove dell'uso di orecchini sono evidenti nel racconto biblico. In Esodo 32:1–4 è scritto che mentre Mosè era sul monte Sinai, gli israeliti chiesero ad Aaronne di creare un dio per loro. È scritto che comandò loro di portargli gli orecchini dei loro figli e delle loro figlie (e altri gioielli) in modo che potesse soddisfare la loro richiesta (1500 a.C. circa). L'orecchino simboleggiava l'avdut, l'assoggettamento in uno stato di servitù Durante il giudaismo del Secondo Tempio di Gerusalemme, ogni sette anni o in occasione del giubileo i padroni erano soliti liberare gli schiavi ebrei che potevano decidere se tornare in libertà o, talora, in assenza di altre alternative, optavano per restare sotto padrone che provvedeva a fargli forare l'orecchio con un punteruolo e a porvi l'orecchino quale segno di assoggettamento; gli schiavi pagani potevano convertirsi all'ebraismo praticando la circoncisione e un mikveh rituale.
Dal periodo classico, anche in Medio Oriente, come regola generale, erano considerati esclusivamente ornamenti femminili. Anche in Grecia e a Roma, gli orecchini erano indossati principalmente dalle donne e spesso si considerava l'indossare orecchini da parte di un uomo come tipicamente orientale.
La pratica di indossare orecchini era una tradizione per uomini e donne Ainu, ma il governo del Giappone Meiji proibì agli uomini Ainu di indossare orecchini alla fine del XIX secolo.
Nella società occidentale gli "orecchini da uomo" venivano abitualmente indossati all'orecchio sinistro, seguendo una tradizione già presente nel XIX secolo nella marina mercantile inglese, mentre si indossavano sul destro nella marina militare, sempre in Inghilterra. I pirati portavano l'orecchino per "catturare la luce". Nei luoghi con scarsa visibilità, per esempio sotto coperta, l'orecchino d'oro rifletteva la luce di una qualsiasi fonte e il pirata poteva essere localizzato.
Anche tra gli altri marinai europei, dal XIX al XX secolo, esistevano diverse tradizioni relative agli orecchini, in particolar modo anelli d'oro che, oltre ad essere un simbolo di riconoscimento, ricoprivano talvolta anche altri significati, differenti in diverse aree geografiche e tempi. Secondo una tradizione, un lobo trafitto era un simbolo che chi lo indossava aveva navigato intorno al mondo o aveva attraversato l'equatore. Nell'uso francese invece potevano essere portati fino a quattro orecchini, due per lobo, a simboleggiare il passaggio dei quattro Grandi Capi. Infine, secondo alcuni, l'orecchino rappresentava la paga per chi avesse tumulato le spoglie un marinaio morto in mare, dandogli sepoltura cristiana e pace.
Nei paesi dell'Alpago, nel bellunese, era tradizione che il figlio maschio che avrebbe portato avanti il cognome della famiglia portasse l'orecchino (ad anello) all'orecchio sinistro.
Alla fine degli anni '60 del XX secolo, il piercing all'orecchio iniziò a farsi strada tra gli uomini attraverso le comunità hippy e LGBT.
Alla fine degli anni '70, i piercing amatoriali, a volte con spille da balia o piercing multipli, divennero popolari nella comunità punk rock. Negli anni '80, la tendenza per gli artisti maschi di musica pop di avere le orecchie forate ha contribuito a stabilire una tendenza della moda per gli uomini. Ciò è stato successivamente adottato da molti atleti professionisti. Gli uomini britannici iniziarono a perforare entrambe le orecchie negli anni '80; George Michael dei Wham! ne era un esempio.

## Religione

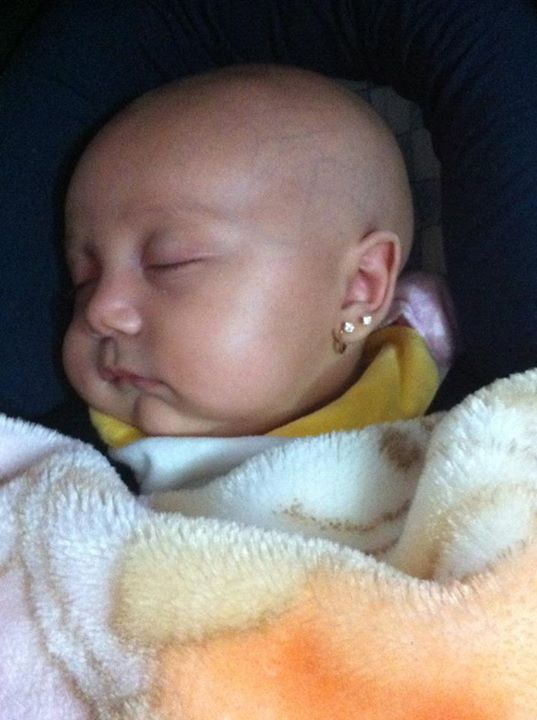
Neonata con triplo orecchino, Costa Rica, 2012.

Secondo la tradizione del dharma indù, la maggior parte delle ragazze e alcuni ragazzi (soprattutto i "nati due volte") si fanno forare le orecchie come parte di un rito Dharmico (noto come Karnavedha) prima di aver compiuto cinque anni. Ai neonati possono essere forate le orecchie già alcuni giorni dopo la nascita.
Usanze simili sono praticate in altri paesi asiatici, tra cui Nepal, Sri Lanka e Laos, anche se tradizionalmente la maggior parte dei maschi aspetta di farsi forare le orecchie fino a quando non ha raggiunto l'età adulta.

L'orecchino è menzionato nella Bibbia in diversi contesti. Il più familiare si riferisce a uno schiavo ebreo che doveva essere liberato nel settimo anno di servitù ma desidera continuare a servire il suo padrone e rifiuta di essere libero: 
"allora il suo padrone lo condurrà davanti a Dio, lo farà accostare al battente o allo stipite della porta e gli forerà l'orecchio con la lesina; quegli sarà suo schiavo per sempre." (Esodo 21:6).

## Caratteristiche
L'orecchino viene indossato sia dalle donne che dagli uomini di tutte le età. Più spesso di uso femminile, si può incontrare in varie epoche e in varie culture, l'uso per gli uomini di portare l'orecchino a un solo lobo, ma non sono esattamente rari i casi di uomini che indossano uno o più orecchini su entrambe le orecchie, nelle culture occidentali.
Gli orecchini sono generalmente attaccati alle orecchie tramite fori nei lobi, oppure mediante l'uso di clip, che consentono di evitare il piercing del lobo.

## Tipologie
Esistono varie tipologie di orecchino: a perno, a baule, a cerchio, a goccia, a palla. Ci sono talvolta anche diverse chiusure: a farfallina o chiodo, a monachella se ha un amo, a clip se si chiude istantaneamente.
Ne esistono di tutti i tipi e dimensioni, limitate unicamente dalla capacità del lobo dell'orecchio di sostenere l'orecchino senza lacerarsi; infatti le persone che indossano orecchini particolarmente pesanti potrebbero incorrere, progressivamente, nella tendenza alla dilatazione e alla lacerazione del foro del lobo o nell'allungamento antiestetico del lobo stesso.

## Materiali
Gli orecchini possono essere fatti di molti materiali, come metallo, plastica, vetro, pietre preziose, ecc.; è tuttavia essenziale che il materiale sia anallergico, per evitare irritazioni della pelle.

## Rischi
Le complicazioni più frequenti legate all'uso degli orecchini sono: 
- infiammazione
- cheloidi

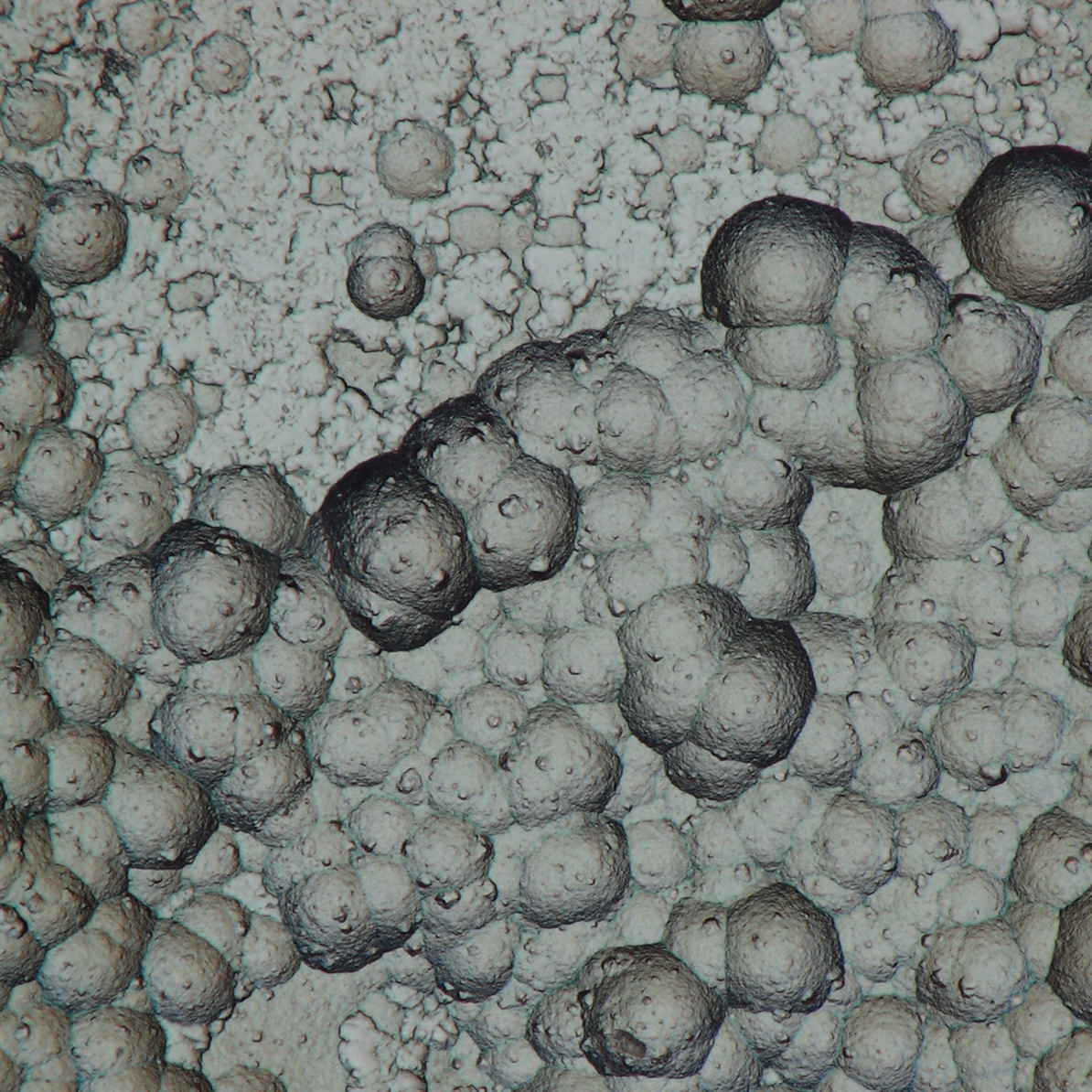
Superficie di nichel elettrodepositato

- perdita di tessuto per lacerazione
- divisione meccanica dei lobi
- potenziale disturbo della pelle

I ricercatori hanno osservato una correlazione tra il piercing dei lobi delle orecchie delle ragazze e il successivo sviluppo di allergie.
Secondo la professoressa Ewa Czarnobilska (responsabile del gruppo di ricerca) il motivo principale dell'allergia (elencato dagli allergologi) è la presenza del nichel come componente delle leghe utilizzate nella produzione degli orecchini, tuttavia gli ingredienti dichiarati dal produttore non sono significativi, perché il nichel è un componente standard dei gioielli.
I sintomi di allergia sono visibili come eczema. Questo sintomo è spesso giustificato da un'allergia alimentare (come quella al latte), mentre il motivo è il contatto con l'orecchino con il sistema linfatico. La cessazione dell'uso degli orecchini da parte dei bambini non provoca la scomparsa dei sintomi di allergia poiché l'organismo è ormai entrato a contatto con il nichel. Anche se i bambini hanno smesso di indossare orecchini, possono apparire reazioni allergiche a:
- parti metalliche del guardaroba
- apparecchi ortodontici
- protesi dentaria
- plantari
- pasti cucinati in pentola con aggiunta di nichel
- margarina (il nichel è un catalizzatore nell'idrogenazione dei grassi insaturi)
- monete
- cioccolato
- noccioline
- legumi
- vino
- birra

La ricerca su un campione di 428 alunni, di sette e otto anni, e di sedici e diciassette anni, ha rilevato che:
- il 30% della popolazione era allergico al nichel
- si è verificata un'allergia per molte ragazze che avevano iniziato a indossare orecchini nella prima infanzia.

Altri sintomi di allergia al nichel sono:
- infezioni ricorrenti
- attacchi di asma
- laringe cronica

Esistono tuttavia in commercio anche orecchini senza nichel (nichel free).
Come con qualsiasi procedura invasiva, c'è sempre il rischio di infezione da agenti patogeni ematici come l'epatite e l'HIV. Tuttavia, le moderne tecniche di piercing rendono questo rischio estremamente ridotto (il rischio è maggiore per il piercer, ossia chi pratica la perforazione, a causa del potenziale schizzo di sangue durante l'operazione). Non c'è mai stato un caso documentato di trasmissione dell'HIV a causa di piercing all'orecchio, al corpo o a causa di tatuaggi, sebbene ci siano stati casi in cui il virus dell'epatite B è stato trasmesso attraverso queste pratiche.

## Galleria d'immagini

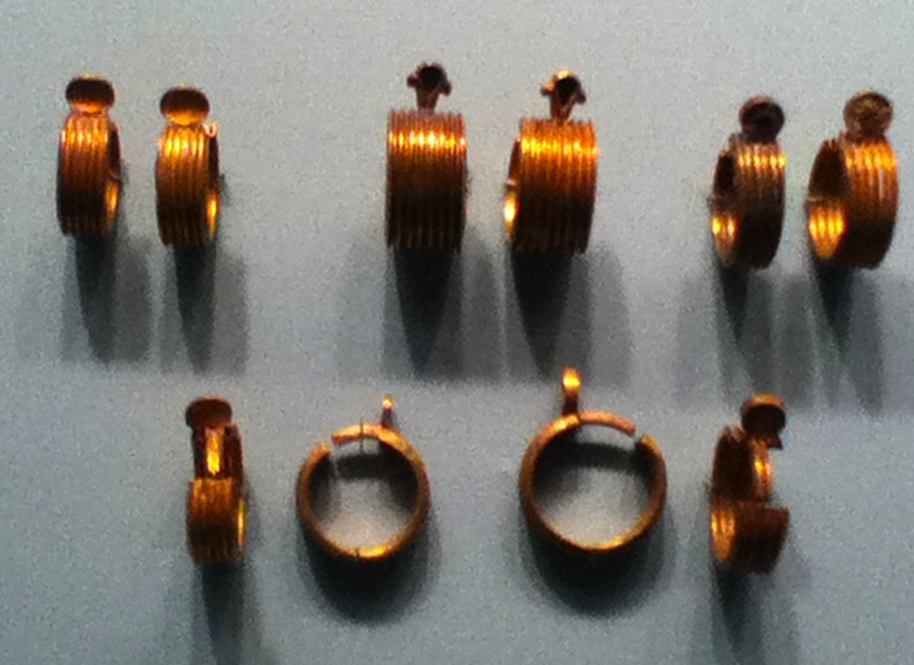
Dalla tomba delle tre mogli minori di Thutmose III nel Wady Gabbanat el-Qurud, Tebe.
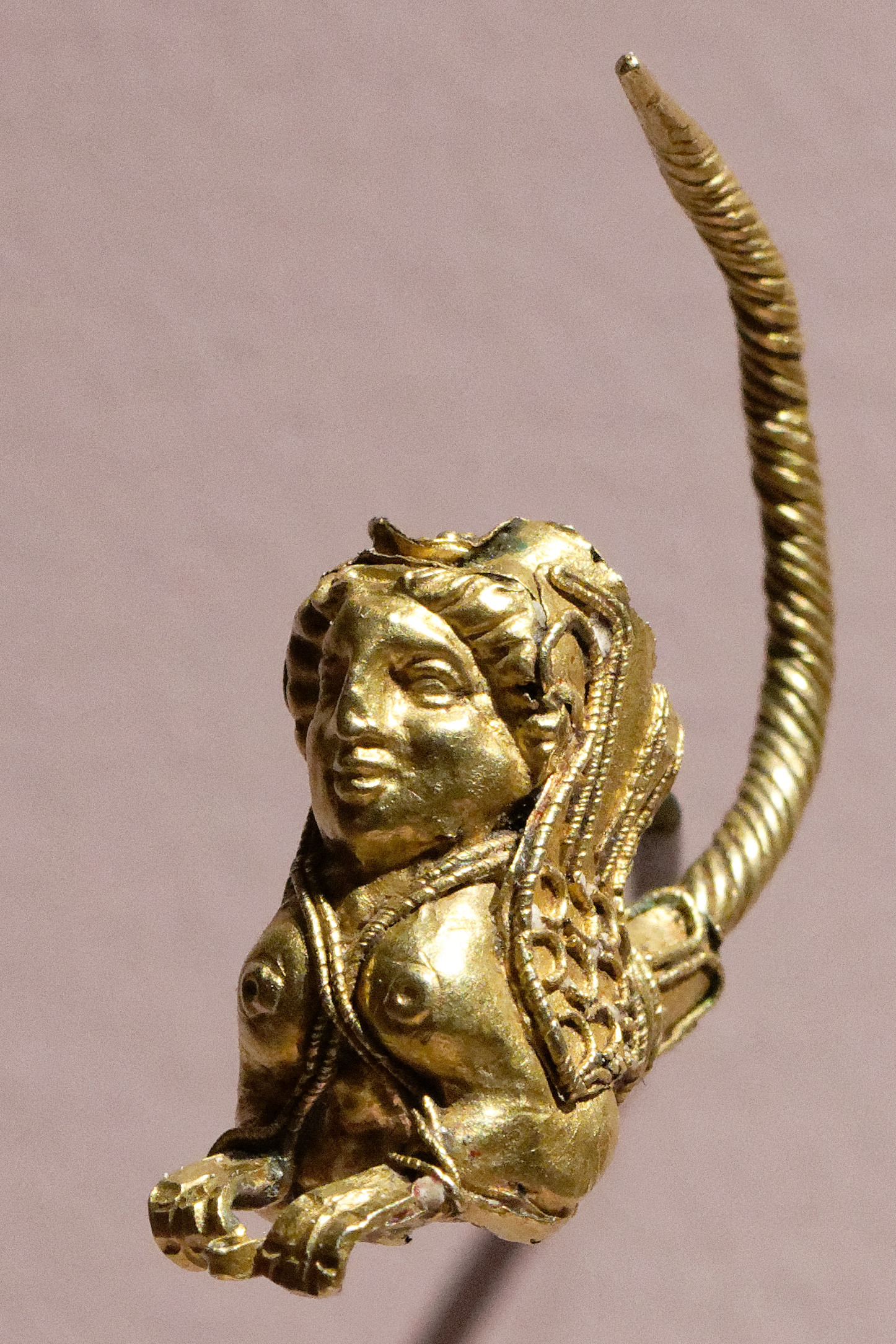
Orecchino a forma di protome di sfinge, II-I secolo a.C. Da Dushanbé, Tagikistan.
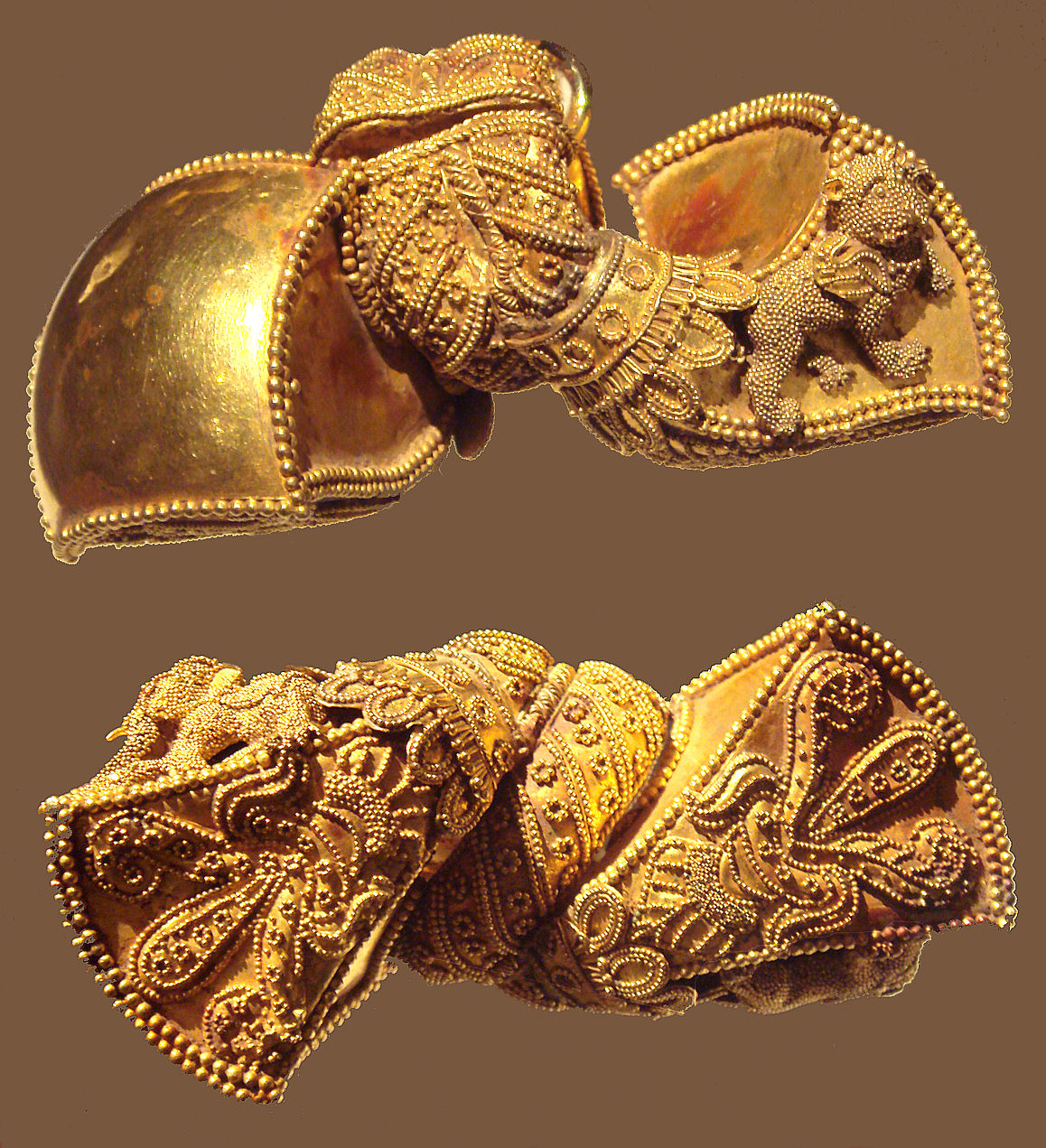
Andhra Pradesh, orecchini del 1º secolo a.C
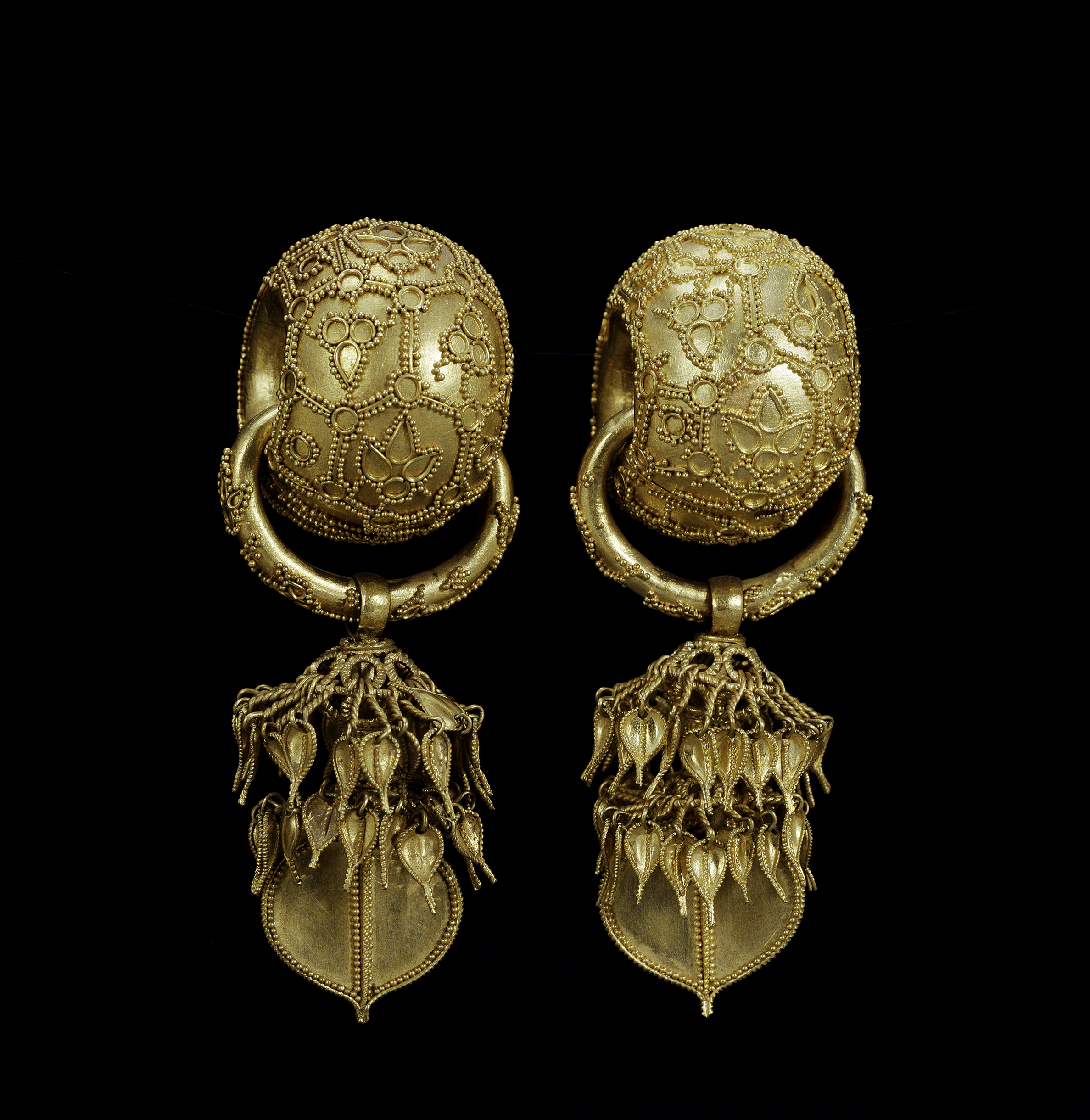
Orecchini trovati nel 1915 a Gyeongju. Il diametro del cerchio al centro è di 3,5 centimetri. I gioielli sono del periodo Silla del VI secolo.
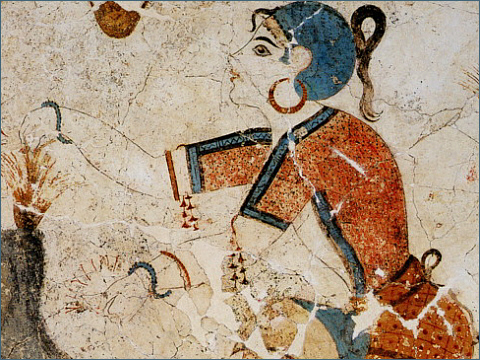
Particolare di una ragazza con orecchino che raccoglie lo zafferano da un affresco di Akrotiri.
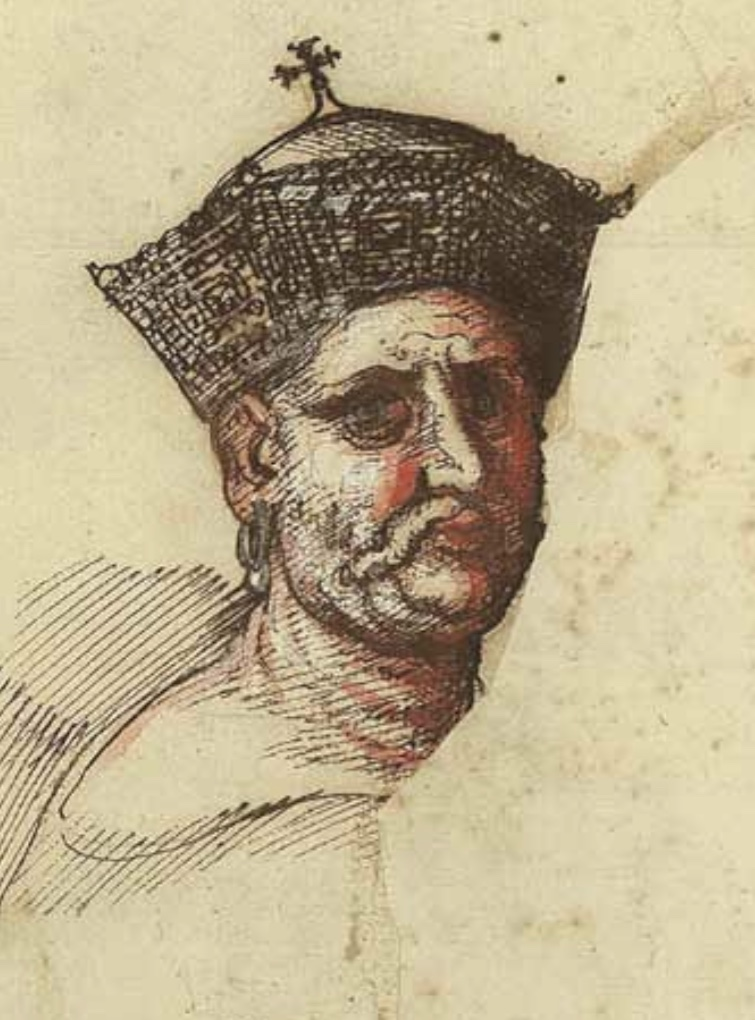
George III di Imereti raffigurato con orecchino
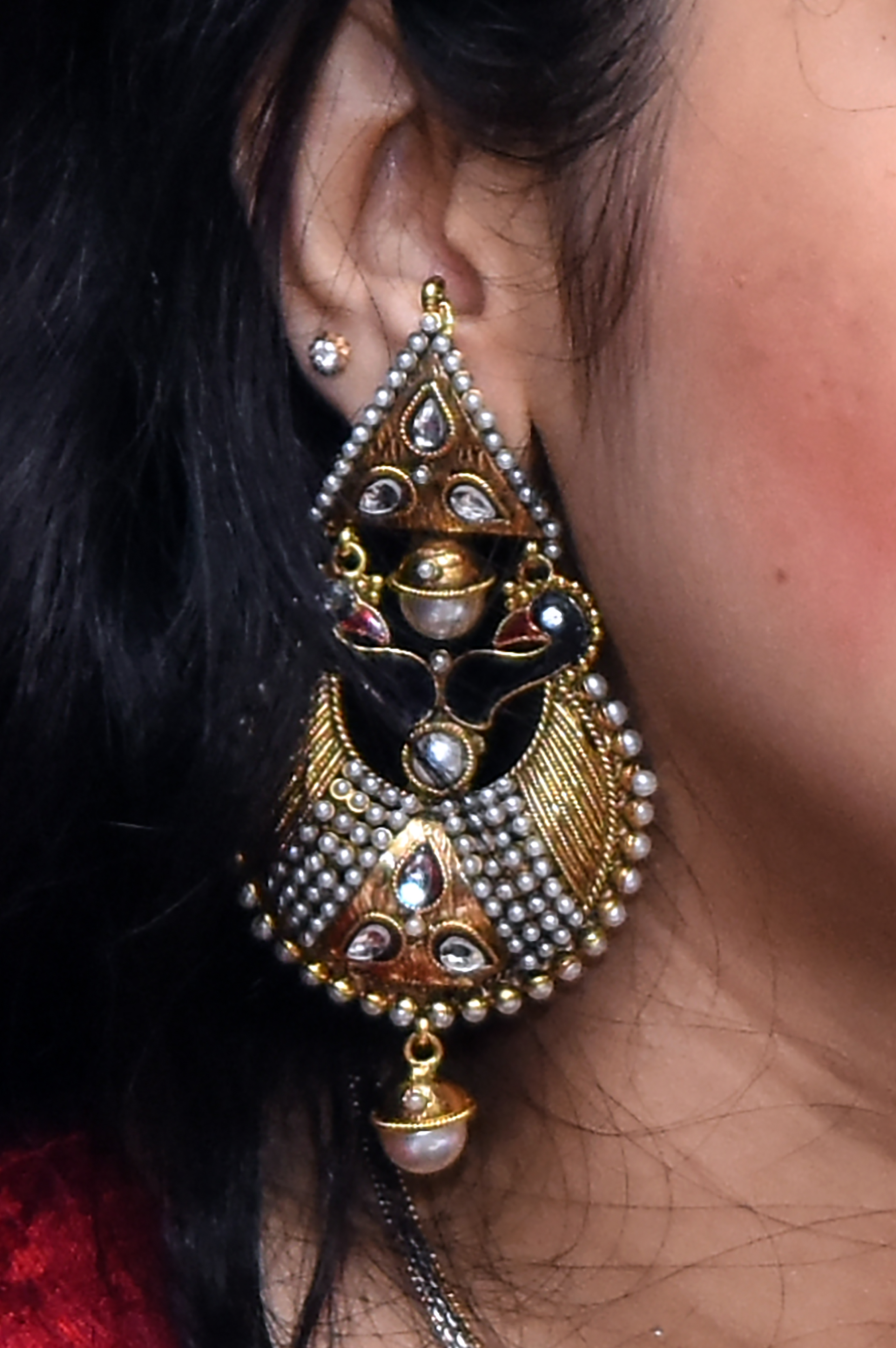
Orecchini moderni, Chittagong, Bangladesh.
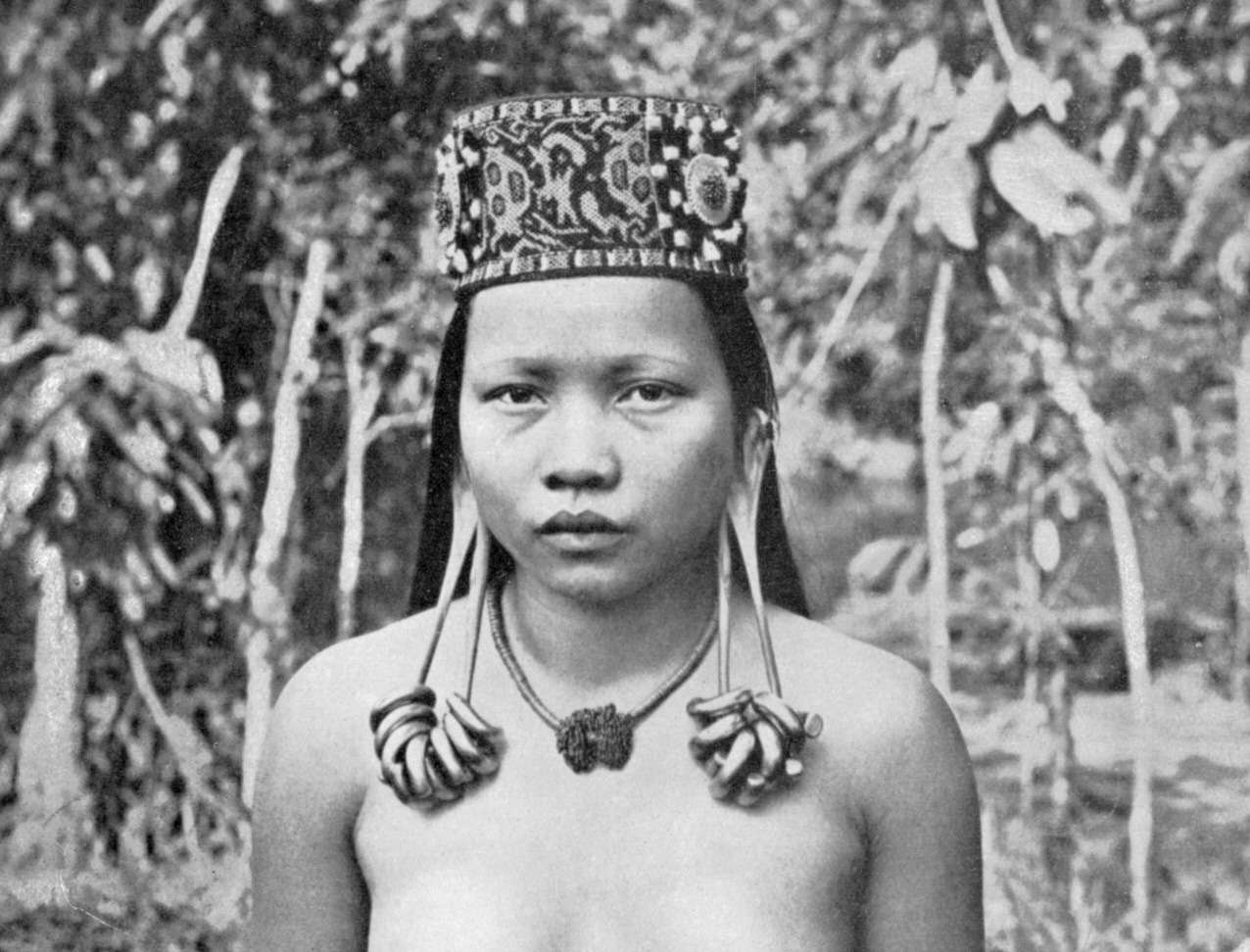
Donna in Malaysia con lobi allungati da orecchini
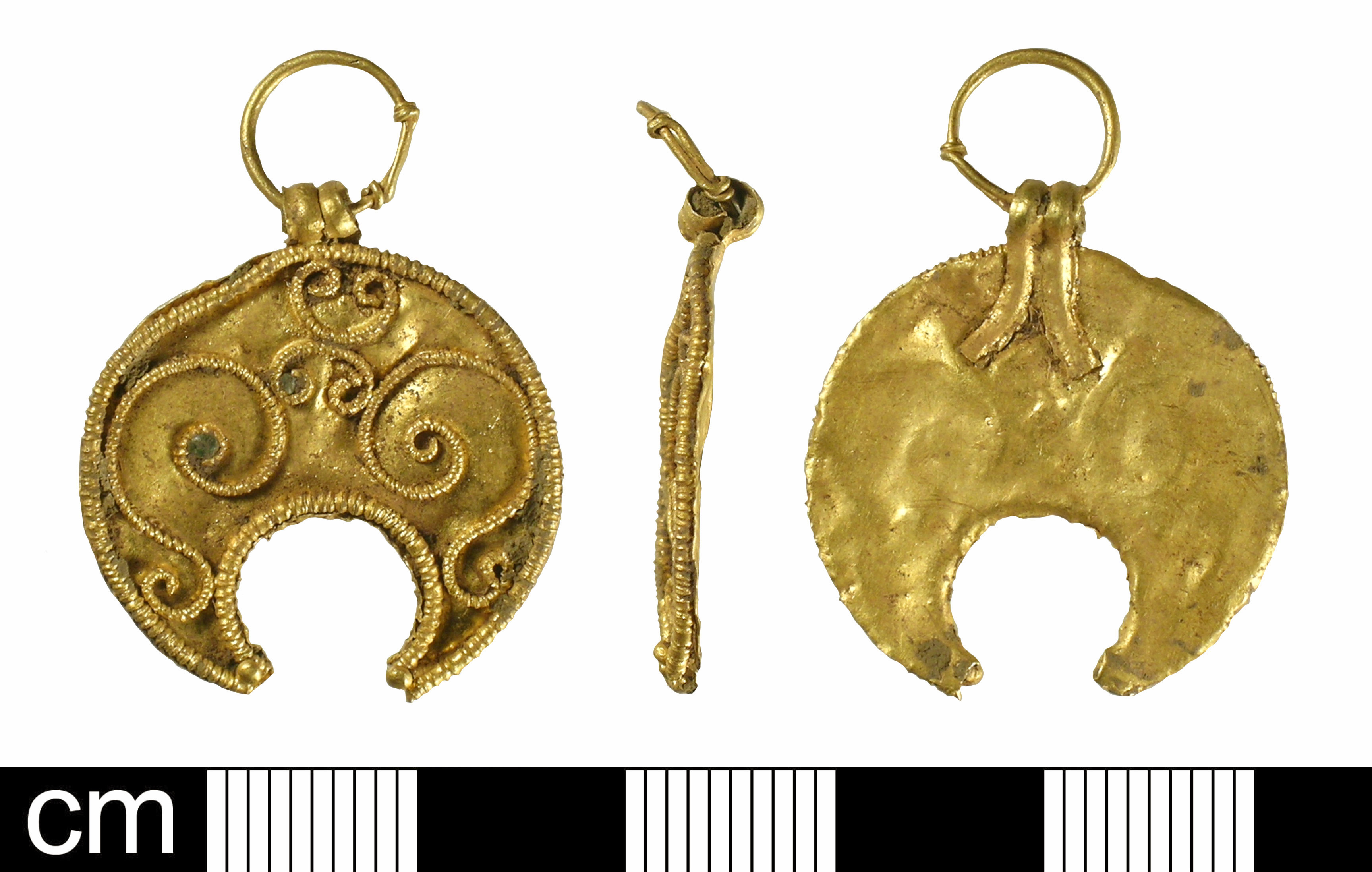
Orecchini dell'antica Roma
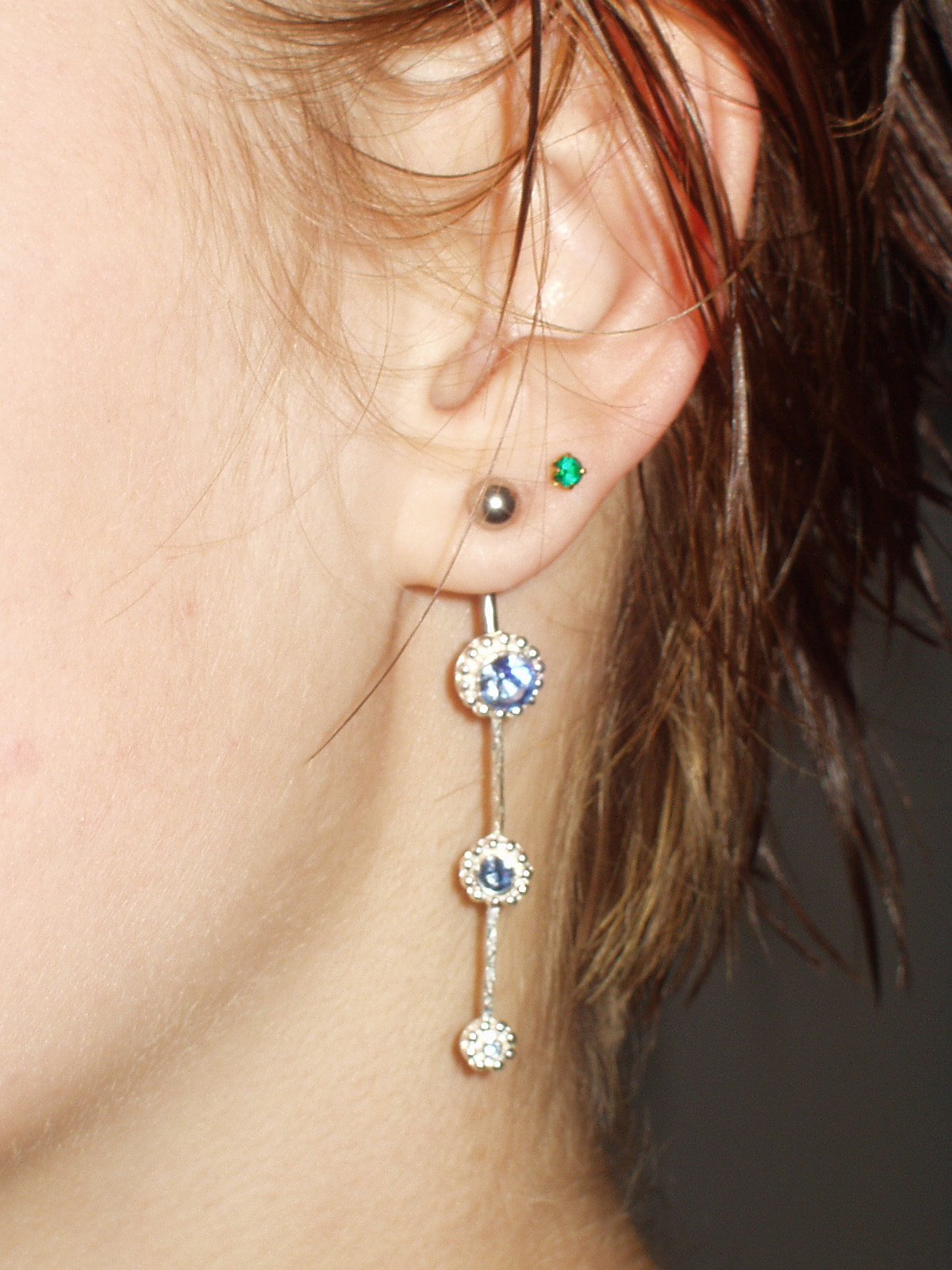
Orecchini moderni
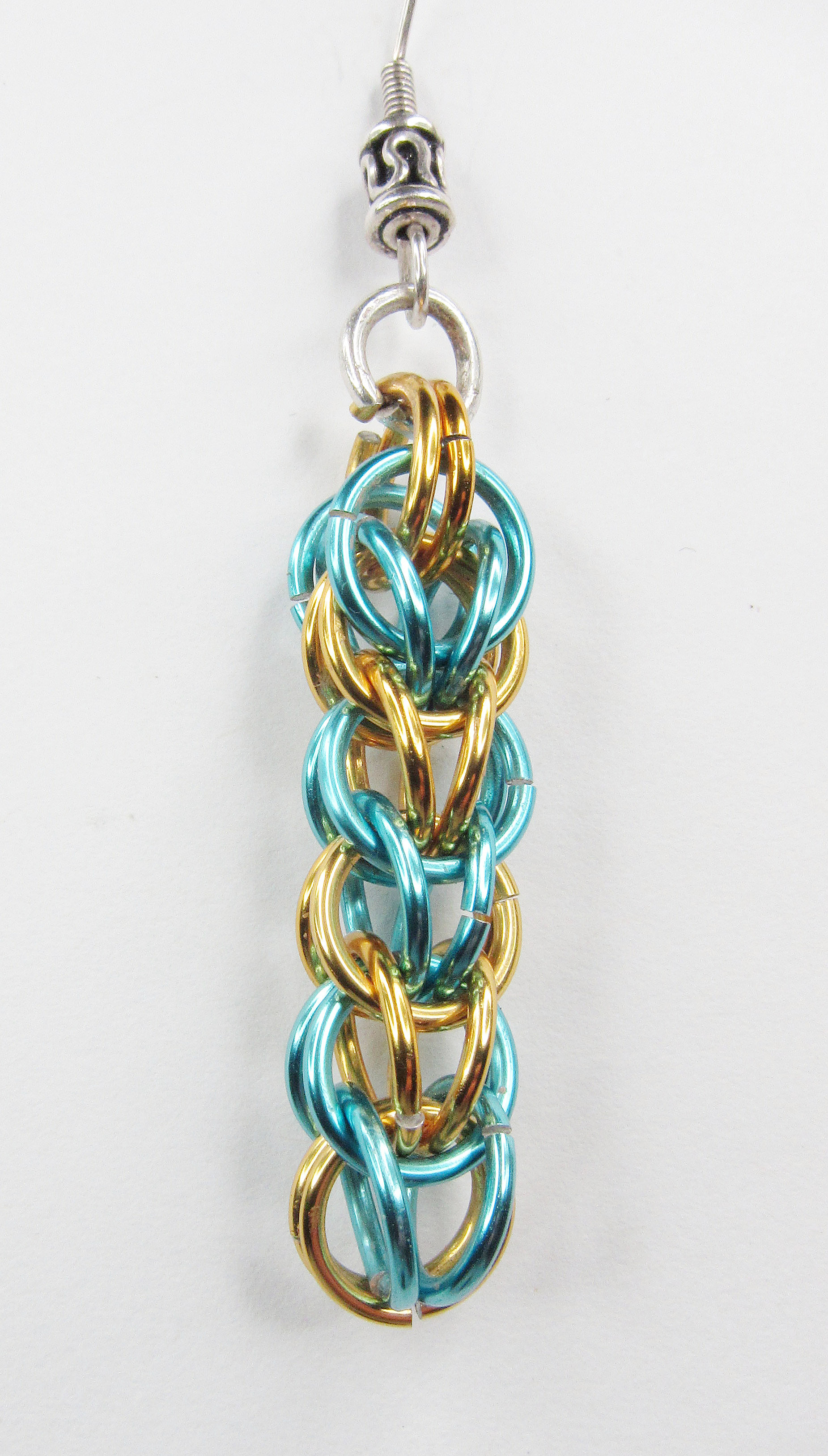
Orecchino a goccia in oro e alluminio colorato
Set di orecchini tradizionali